# 観菩提寺
観菩提寺（かんぼだいじ）は、三重県伊賀市にある真言宗豊山派の寺院。山号は普門山。本尊は十一面観音菩薩。修正会で知られ「正月堂」の名で親しまれている。

## 歴史
この寺は、江戸時代中期の縁起によれば、奈良時代の天平年間（729年 - 749年）実忠によって開かれ、平安時代になって中興されたと伝えられるが、創建年代等の詳細については不詳である。中世には島ヶ原党と呼ばれる武士集団とのかかわりが深かった。

## 文化財

##### 重要文化財（国指定）
- 本堂
- 楼門(附:棟札)
- 木造十一面観音立像 - 33年に一度の開帳されている秘仏[1]

##### 三重県指定有形文化財
- 木造聖観音立像
  - 木造十一面観音立像2躯
  - 木造多聞天立像
  - 木造広目天立像
  - 木造天部形立像（伝梵天像・伝帝釈天像）
  - 木造十一面観音立像
  - 鰐口

##### 三重県指定無形民俗文化財
- 修正会

##### 伊賀市指定文化財
- 金剛力士像2躯
- 賓頭慮尊者半跏坐像
- 六斉念仏供養四角型石灯2基
- 十三重石塔
- 本尊厨子鎖子

## 修正会
修正会（しゅしょうえ）は、毎年2月11日から2月12日まで五穀豊穣や無病息災を祈念して観菩提寺で開催される祭り。島ヶ原に春を呼ぶ祭りとされ、1300年ほどの歴史がある。
1日目（2月11日）は7つある講の代表者である頭屋が、大餅（だいひょう）と呼ばれる6 - 9kgある餅、鬼頭（おにがしら）と呼ばれるシュロの皮やミカンで作った鬼の顔などの供物を持って自宅から本堂まで練り歩く。頭屋は男性が務めてきたが、2018年（平成30年）に初めて女性が頭屋を務めた。2日目（2月12日）は本堂でたいまつを焚きながら「おこない」と呼ばれる法要を営む。